# 羅林斯福德 (新罕布什爾州)
羅林斯福德（英語：Rollinsford）是一個位於美國新罕布什爾州斯特拉佛縣的鎮。

## 人口
根據2020年美國人口普查的數據，羅林斯福德的面積為19.60平方千米，當中陸地面積為18.90平方千米，而水域面積為0.70平方千米。當地共有人口2597人，而人口密度為每平方千米133人。